# Gated community

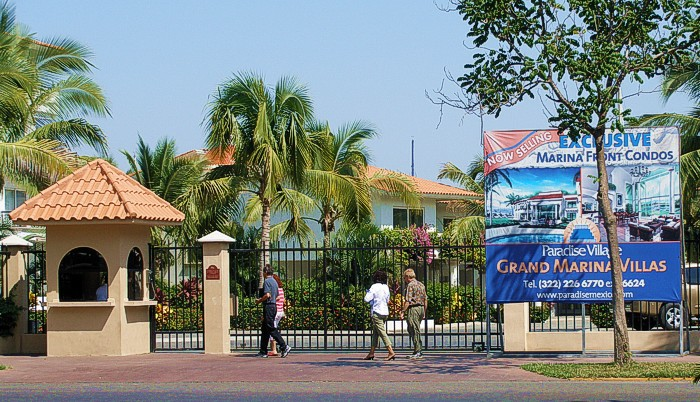
Vstup do „rajské zahrady” Grand Marina Villas, Nuevo Vallarta, Nayarit, Mexiko

Gated community (nebo walled community) je anglický termín označující uzavřený rezidenční areál. Jedná se o typ rezidenční oblasti, která je od okolní zástavby oddělena zdí (plotem) a všechny vchody a východy jsou střeženy, zpravidla bezpečnostní agenturou. Gated communities často obsahují i veřejné prostory a služby, např. parky, bazén, tenisové kurty nebo golfová hřiště.
Důvodem vzniku gated communities je zpravidla obava z kriminality. Proto jich většina existuje v zemích, kde panuje velká sociální nerovnost, sociální polarizace a také v oblastech s vysokou rasovou a etnickou diverzitou. V mnoha případech se do gated communities stahují spíše bohatší vrstvy. Fenomén gated communities vznikl v USA a posléze se rozšířil prakticky do celého světa. Mezi další státy s vysokým počtem gated communities se řadí Jihoafrická republika, státy Latinské Ameriky (Argentina, Brazílie, Mexiko), dále také státy procházející ekonomickou transformací – střední a východní Evropa (Maďarsko, Polsko, Rusko), státy Blízkého (Saúdská Arábie) či Dálného východu (Čína, Indonésie).

## Historie
První moderní gated communities vznikly v USA. Jako první gated community se uvádí Tuxedo Park, postavený v roce 1885 nedaleko New Yorku. Další takové objekty vznikaly v okolí St. Louis a v Kalifornii. Tyto gated communities byly dostupné pouze pro velmi bohaté obyvatele, kteří se chtěli odstřihnout od ruchu industrializovaného města. Dnešní gated communities v USA už nejsou dostupné jen pro nejbohatší skupiny obyvatel, ale staly se běžně dostupné pro nejširší vrstvy střední třídy. Právě stále větší dostupnost gated communities je důvodem jejich masového vzrůstu v posledních třiceti letech. První gated communities pro střední třídy vznikly v druhé polovině 80. let v USA nejdříve v oblasti Sun Belt a poté se rozšířily i do ostatních oblastí USA.

## Gated communities v Česku

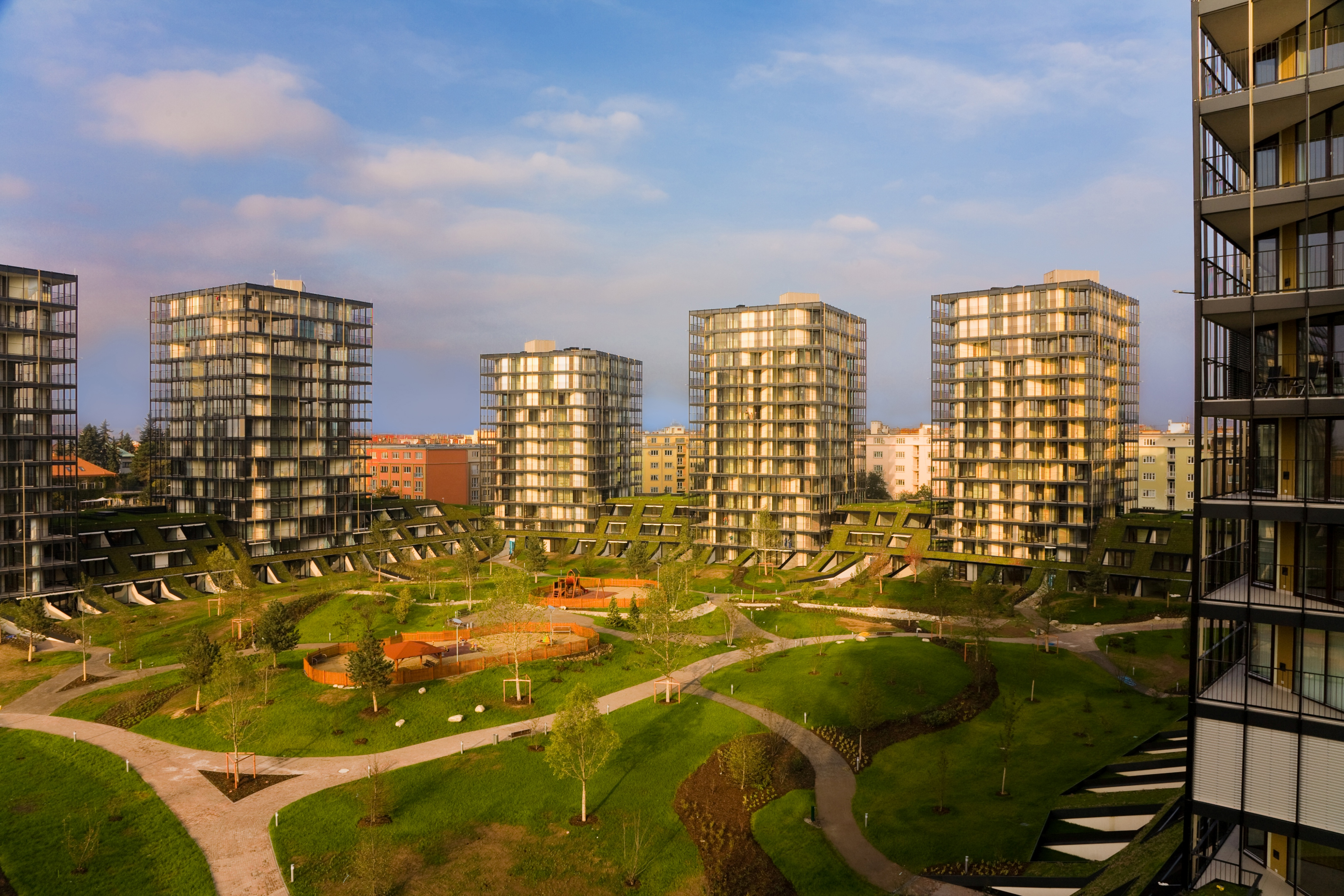
Uzavřený rezidenční komplex Central Park Praha vybudovaný v letech 2006–2009.

První gated communities začaly v Česku vznikat ve druhé polovině 90. let, kdy byly dokončeny projekty Malá Šárka v Nebušicích a Trinity Garden na Smíchově. Šlo o luxusní a exkluzivní bydlení, které bylo určeno především pro cizince, kteří přicházeli do Prahy za prací jako manažeři nadnárodních firem. Ti si volili tento typ bydlení z důvodu neznalosti bezpečnostní situace v neznámém prostředí. Po roce 2004 se začaly objevovat projekty určené i pro střední třídu, kde se ceny za metr čtvereční přiblížily těm v běžné výstavbě.
Areál Podvinný mlýn na břehu Rokytky v Libni se 345 jednotkami patří k největším uzavřeným areálům v Česku. Jeho dotazovaní obyvatelé si nadstandardní ochranná opatření příliš neuvědomovali a jejich motivací k bydlení rozhodně nebyl motivovaný hledáním bezpečně oploceného areálu jako spíš výběr místa samotného. Některé gated communities v Praze se některých prvků zabezpečení zbavují. Například obyvatelé uzavřeného areálu Nová Liboc, odmítli přítomnost střežené ochranky jako zbytečnou a prodražující pravidelné měsíční platby.
Dle realitních makléřů a investorů, jednou z motivací pro výstavbu uzavřených areálů byl plán vytvořit luxusní a zároveň relativně dostupné bydlení, kde by rezidenti mohli mezi sebou navazovat nové kontakty. Dle investorů by si tak méně zámožní vlastníci mohli koupit lepší společenské postavení. Motivací k výstavbě uzavřených areálů také může být záměr vytvořit exkluzivitu pro klienta. Střežené areály také často vyhledávají investoři, kteří v nich sami nebydlí. Doufají, že zvýšená ostraha zajistí v jejich nepřítomnosti záruku větší bezpečnosti pro jejich investiční majetek. Příkladem je projekt Central Park Praha s 550 byty na Praze 3, kde byla většina bytů prodána lidem z republik bývalého Sovětského svazu.